# منتخب نيجيريا لهوكي الحقل للسيدات
منتخب نيجيريا لهوكي الحقل للسيدات هو ممثل نيجيريا الرسمي في المنافسات الدولية في هوكي الحقل للسيدات
.